# Chiesa dei Santi Anna e Remigio
La chiesa dei Santi Anna e Remigio è un luogo di culto cattolico situato nella frazione di Garbugliaga nel comune di Rocchetta di Vara, in provincia della Spezia. La chiesa è sede della parrocchia omonima del vicariato di Brugnato della diocesi della Spezia-Sarzana-Brugnato.

## Storia
L'edificio, inizialmente concepito come semplice oratorio, venne edificato nel 1661 su iniziativa della famiglia Podestarelli di Cavanella Vara, al fine di servire spiritualmente la piccola comunità. L'intitolazione a san Remigio potrebbe mantenere memoria di un antico rifugio dedicato ai pellegrini francesi diretti a Roma, lungo una delle numerose possibili varianti della via Francigena, come la parrocchiale di Castiglione Vara, posta più a valle dell'abitato.
La comunità di Garbugliaga rimase dipendente dalla parrocchia di San Giovanni Decollato in Beverone, venendo eretta curazia l’11 dicembre 1902 e ottenendo lo smembramento da Beverone per divenire parrocchia autonoma il 1° maggio 1926 con dote costituita dal sacerdote Giovanni Borsi, nativo del luogo e parroco di Avenza.
Il 17 settembre 1950 alla parrocchia fu annesso l'oratorio di Forno, dedicato alla Beata Vergine dei sette dolori, noto anche come oratorio di Santa Croce e l'11 ottobre 1959 la parrocchia venne assegnata alla diocesi di Brugnato.